# Marco Polo (serie de televisión de 2014)
Marco Polo es una serie estadounidense de drama que narra la vida de Marco Polo bajo el mando de Kublai Kan, quinto kan del Imperio mongol y fundador de la dinastía Yuan china. Estrenada en Netflix en diciembre de 2014, fue escrita y creada por John Fusco, producida por The Weinstein Company y cuenta con Lorenzo Richelmy en el rol principal. Consta de veinte episodios de unos 50 minutos.
El 12 de diciembre de 2016, Marco Polo fue cancelada.

## Elenco y personajes

### Principal
- Lorenzo Richelmy como Marco Polo (1254-1324).[2]
- Benedict Wong como Kublai Kan (1215-1294), quinto kan del Imperio mongol, y fundador de la dinastía Yuan china.[2]
- Joan Chen como la dama Chabi, emperatriz de la  dinastía Yuan[5] y principal esposa del kan.
- Rick Yune como Kaidu, primo del kan.[2][6]
- Amr Waked como el vice regente Yusuf.[7]
- Remy Hii como el príncipe Jingam, el hijo y legalmente heredero del kan.[2]
- Zhu Zhu como Kokachin, la "princesa azul" de la tribu Bayaut de Mongolia.[2]
- Tom Wu como Cien Ojos, un monje ciego y diestro en el Kun-fu, entregado al servicio del Khan.[2]
- Mahesh Jadu como Ahmad, el ministro de finanzas del Khan.
- Olivia Cheng como Mei Lin, concubina del emperador chino Lizong de Song.
- Uli Latukefu como Byamba, hijo bastardo del Khan, general de la guardia imperial y de la horda mongol.
- Chin Han como Jia Sidao, canciller de los emperadores Song y Duanzong, y hermano de Mei Lin.[8]
- Pierfrancesco Favino como Niccolò Polo, padre de Marco.

### Actores Secundarios
- Baljinnyamyn Amarsaikhan como Ariq Böke, hermano del Khan, protector de Karakorum.
- Corrado Invernizzi como Maffeo Polo, tío de Marco.
- Tan Kheng Hua como Xie Daoqing, madre del emperador de la dinastía Song.
- Claudia Kim como Khutulun, hija de Kaidu. Adquiere Protagonismo en Segunda Temporada.
- Oon Shu An como Jing Fei, amiga de Mei Lin y concubina imperial.
- Darwin Shaw como Sabbah, uno de los cobradores de impuestos del Khan.
- Lawrence Makoare como Za Bing.

## Episodios
| No. en la serie | No. en la temporada | Título                    | Dirigido por                     | Escrito por        | Fecha de emisión         |
| --- | ------------------- | ------------------------- | -------------------------------- | ------------------ | ------------------------ |
| 1 | 1                   | «The Wayfarer»            | Joachim Rønning y Espen Sandberg | John Fusco         | 12 de diciembre de 2014. |
| Luego de años de viajar alrededor del mundo, un joven Marco se convierte en prisionero del gran Kublai Khan.                                                                                                   |                     |                           |                                  |                    |                          |
| 2 | 2                   | «The Wolf and the Deer»   | Joachim Rønning y Espen Sandberg | John Fusco         | 12 de diciembre de 2014. |
| Kublai Khan lucha en contra de su hermano por el control de Mongolia, Marco conoce el funcionamiento de la justicia en la ciudad Imperial.                                                                     |                     |                           |                                  |                    |                          |
| 3 | 3                   | «Feast»                   | Alik Sakharov                    | Michael Chernuchin | 12 de diciembre de 2014. |
| Marco inicia una relación con la "Princesa Azul" mientras las tensiones entre Kublai y el canciller de Xiangyang, Jia Sidao, crecen.                                                                           |                     |                           |                                  |                    |                          |
| 4 | 4                   | «The Fourth Step»         | Alik Sakharov                    | John Fusco         | 12 de diciembre de 2014. |
| Mientras la guerra contra la ciudad amurallada de Xiangyang parece inminente, el príncipe Jingim intenta forjar una alianza. Kublai cuestiona la fidelidad de Marco.                                           |                     |                           |                                  |                    |                          |
| 5 | 5                   | «Hashshashin»             | Daniel Minahan                   | Patrick Macmanus   | 12 de diciembre de 2014. |
| Marco busca a la mente maestra detrás de una conspiración que busca llevar a cabo un asesinato. |                     |                           |                                  |                    |                          |
| 6 | 6                   | «White Moon»              | Daniel Minahan                   | Dave Erickson      | 12 de diciembre de 2014. |
| En la víspera de una celebración auspiciosa, Marco busca al responsable del intento de asesinato en contra de Kublai Khan, ignorando la existencia de otros planes que buscan llevar a cabo el mismo objetivo. |                     |                           |                                  |                    |                          |
| 7 | 7                   | «The Scholar's Pen»       | David Petrarca                   | Michael Chernuchin | 12 de diciembre de 2014. |
| Marco y "Cien Ojos" se unen en una misión cuyo objetivo es infiltrar la ciudad de Xiangyang, mientras su canciller lucha para mantener el poder.                                                               |                     |                           |                                  |                    |                          |
| 8 | 8                   | «Rendering»               | John Maybury                     | Brett Conrad       | 12 de diciembre de 2014. |
| Kublai dispone sus planes y su ejército para tomar control sobre la ciudad de Xiangyang. La fidelidad de Marco es puesta a prueba.                                                                             |                     |                           |                                  |                    |                          |
| 9 | 9                   | «Prisioners»              | David Petrarca                   | Patrick Macmanus   | 12 de diciembre de 2014. |
| Marco se encuentra nuevamente a disposición de Kublai en calidad de prisionero. En la ciudad de Xiangyang, el canciller Sidao se dispone a recuperar su poder.                                                 |                     |                           |                                  |                    |                          |
| 10 | 10                  | «The Heavenly and Primal» | John Maybury                     | John Fusco         | 12 de diciembre de 2014. |
| La fidelidad y el ingenio de Marco son puestos a prueba nuevamente cuando Kublai decide pasar a la acción en sus planes para convertirse en emperador del mundo.                                               |                     |                           |                                  |                    |                          |